# District de Karachi-Ouest
Le district de Karachi-Ouest (en ourdou : ضلع کراچی غربی) est une subdivision administrative du sud de la province du Sind au Pakistan. Inclus au sein de la division de Karachi, il fait également partie de la mégapole de Karachi. Aboli en l'an 2000, le district a été rétabli en juillet 2011.
Le district compte près de quatre millions d'habitants en 2017, ce qui en fait le plus peuplé de la province et donc de Karachi également. Sa population est mixte. Il possède une large façade maritime avec la mer d'Arabie.

## Histoire

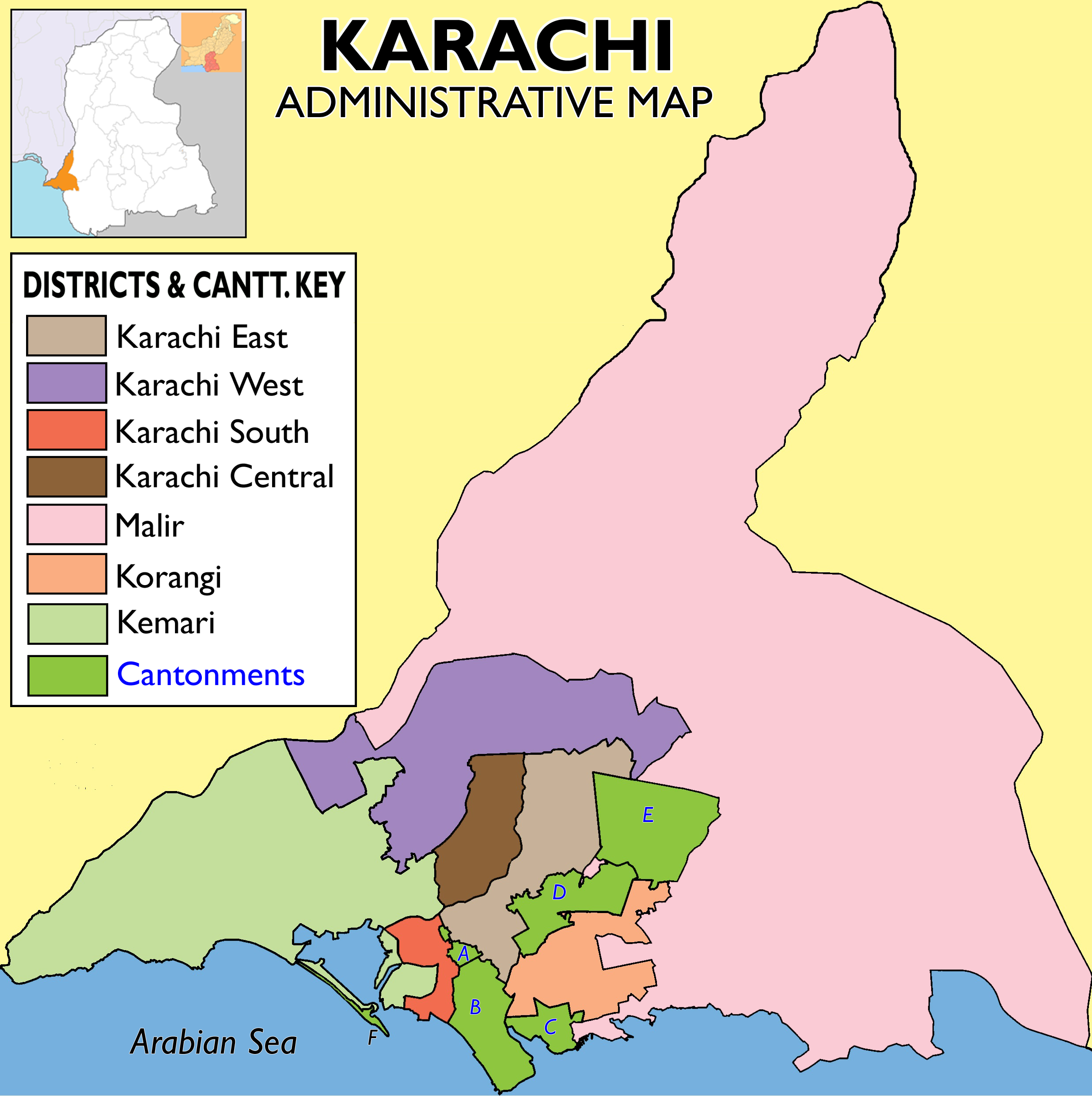
Karachi-Ouest en violet sur la carte.

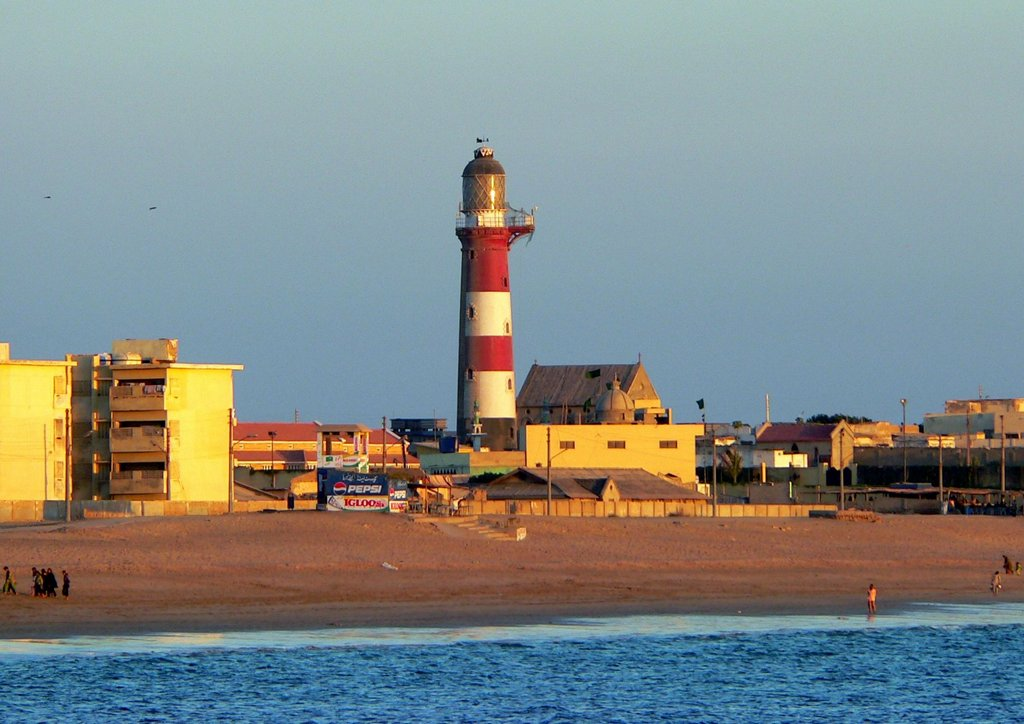
Plage de Mangora et son phare.

Karachi-Ouest est l'un des principaux quartiers de la mégapole de Karachi, plus grande ville du Pakistan. Il a existé en tant que district jusqu'en 2000, année où il est divisé en différents quartiers. Le 11 juillet 2011, les districts de la division de Karachi sont rétablis, y compris le district de Karachi-Ouest.

## Démographie
Lors du recensement de 1998, la population du district a été évaluée à 2 089 509 personnes, dont 97 % d'urbains. Le recensement suivant mené en 2017 pointe une population de 3 914 757 habitants, soit une croissance annuelle de 3,4 %, supérieure aux moyennes nationale et provinciale de 2,4 %. L'urbanisation baisse un peu pour s'établir à 93 %.
Le district est le plus peuplé de Karachi comme de la province du Sind, et est le deuxième plus grand de la division de Karachi après le district de Malir.

## Administration

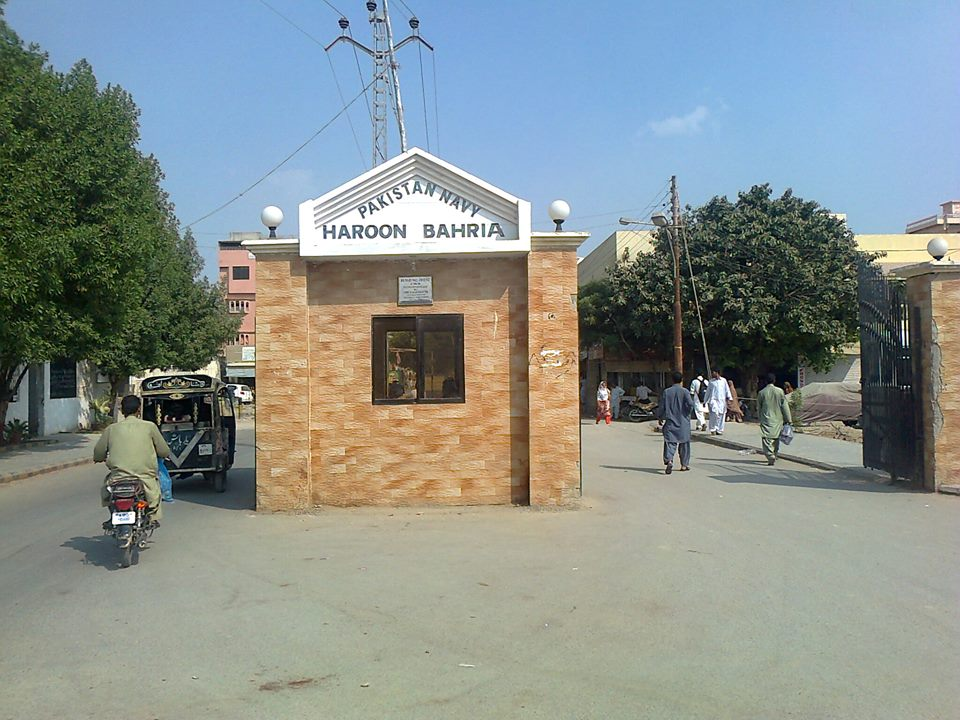
Naval Colony à Baldia.

Le district est divisé en huit subdivisions, appelées towns et équivalentes à des tehsils, ainsi que 52 Union Councils.
| Tehsil    | Population (rec. 2017) |
| --------- | ---------------------- |
| Baldia    | 832 768                |
| Harbour   | 397 671                |
| Manghopir | 713 753                |
| Mangora   | 5 874                  |
| Mauripur  | 192 794                |
| Mominabad | 846 531                |
| Orangi    | 520 609                |
| Site      | 192 794                |

## Économie et éducation
Selon un classement national de la qualité de l'éducation, le district de Karachi-Ouest se trouve parmi les meilleurs des districts, avec une note de 72 sur 100 et une égalité entre filles et garçons de 81 %. Il est classé 14e sur 141 au niveau des résultats scolaires et no 1 pour le Sind, ainsi que 67e sur 155 au niveau de la qualité des infrastructures des établissements du primaire.

## Politique
À la suite de la réforme électorale de 2018, le district est représenté par les cinq circonscriptions no 248 à 252 à l'Assemblée nationale ainsi que par les onze circonscriptions no 112 à 122 à l'Assemblée provinciale du Sind. Lors des élections législatives de 2018, le Mouvement du Pakistan pour la justice arrive nettement en tête dans le district, en partie grâce à un boycott de certaines factions dissidentes du Mouvement Muttahida Qaumi, ce qui fait chuter la participation.
| Parti                                       | Voix (national) | %       | Élus nationaux | Élus provinciaux |
| ------------------------------------------- | --------------- | ------- | -------------- | ---------------- |
| Mouvement du Pakistan pour la justice       | 160 267         | 24,42 % | 3              | 5                |
| Mouvement Muttahida Qaumi                   | 119 181         | 18,16 % | 1              | 4                |
| Tehreek-e-Labbaik Pakistan                  | 91 944          | 14,01 % | 0              | 1                |
| Parti du peuple pakistanais                 | 86 562          | 13,19 % | 1              | 1                |
| Muttahida Majlis-e-Amal                     | 73 803          | 11,24 % | 0              | 0                |
| Ligue musulmane du Pakistan (N)             | 70 022          | 10,67 % | 0              | 0                |
| Pak Sarzameen                               | 19 782          | 3,01 %  | 0              | 0                |
| Autres partis                               | 26 713          | 4,07 %  | 0              | 0                |
| Indépendants                                | 8 012           | 1,22 %  | 0              | 0                |
| Total exprimés (participation : 40,37 %)    | 656 243         | 100 %   | 5              | 11               |
| Source : Commission électorale du Pakistan, |                 |         |                |                  |